# Jared Savage
Jared Savage (Bowling Green (Kentucky), 2 de marzo de 1997) es un baloncestista estadounidense que actualmente se encuentra sin equipo. Con 1,96 metros de estatura, juega en la posición de escolta.

## Trayectoria deportiva

### Universidad
Jugó durante dos temporadas con los Austin Peay Governors de la Universidad Estatal Austin Peay desde 2015 a 2017. Tras una temporada en blanco, en 2018 ingresaría en la Universidad de Kentucky Occidental para jugar durante dos temporadas en los Western Kentucky Hilltoppers. En su última temporada universitaria promedió 11,6 puntos y 7 rebotes por partido.

#### Estadísticas en la NCAA
| Año     | Equipo           | PJ       | PT       | MPP      | %TC      | %3P      | %TL      | RPP      | APP      | ROB      | TPP      | PPP      |
| ------- | ---------------- | -------- | -------- | -------- | -------- | -------- | -------- | -------- | -------- | -------- | -------- | -------- |
| 2015–16 | Austin Peay      | 36       | 7        | 19.7     | .421     | .397     | .806     | 3.0      | .8       | .7       | .0       | 6.4      |
| 2016–17 | Austin Peay      | 29       | 26       | 31.7     | .413     | .358     | .846     | 4.4      | 1.2      | 1.2      | .4       | 10.3     |
| 2017–18 | Western Kentucky | Redshirt | Redshirt | Redshirt | Redshirt | Redshirt | Redshirt | Redshirt | Redshirt | Redshirt | Redshirt | Redshirt |
| 2018–19 | Western Kentucky | 34       | 34       | 35.7     | .364     | .360     | .818     | 4.8      | 1.2      | 1.0      | .4       | 12.2     |
| 2019–20 | Western Kentucky | 30       | 30       | 34.6     | .448     | .396     | .836     | 7.1      | 1.4      | 1.2      | 1.1      | 11.7     |
| Career  | Career           | 129      | 97       | 30.1     | .406     | .376     | .826     | 4.7      | 1.1      | 1.0      | .5       | 10.0     |

### Profesional
Tras no ser elegido en el draft de la NBA de 2020, el 20 de julio de 2020 se comprometió con el Lavrio B.C. de la A1 Ethniki, la primera división griega.
En la temporada 2021-22, firma por el Crailsheim Merlins de la Basketball Bundesliga.
El 7 de marzo de 2022, regresa al Lavrio B.C. de la A1 Ethniki griega.
El 24 de octubre de 2022 se unió a los entrenamientos de los Ontario Clippers de la G League.